# Klimkowicze
Klimkowicze [klʲimkɔˈvʲit͡ʂɛ] (en ukrainien: Климковичі, Klymkovychi) est un village polonais de la gmina de Milejczyce dans le powiat de Siemiatycze et dans la voïvodie de Podlachie. Il se situe à environ 6 kilomètres au nord-ouest de Milejczyce, à 21 kilomètres au nord-est de Siemiatycze et à 64 kilomètres au sud de Białystok.
Selon le recenssement de la commune de 1921, ont habité dans le village 47 personnes, dont 41 orthodoxes, et 6 judaïques. Parallèlement, tous habitants ont déclaré avoir la nationalité polonaise. Dans le village, il y avait 8 bâtiments habitables.